# Akhlesh Lakhtakia
Akhlesh Lakhtakia (Hindi अखलेश लखटकिआ; * 1. Juli 1957 in Lucknow, Uttar Pradesh Indien) ist ein indischer Elektroingenieur und Hochschullehrer.

## Ausbildung
Lakhtakia studierte Elektrotechnik und machte 1979 seinen Bachelor an der Banaras Hindu University und 1981 seinen Master an der University of Utah. Seine Masterarbeit hatte das Thema Radio–frequency absorption of near–field energy by prolate spheroidal models of humans and animals. An der Universität Utah promovierte er 1983 mit einer Arbeit zum Thema Near–field scattering and absorption by lossy dielectrics at resonance frequencies. 2006 habilitierte sich Lakhtakia an der Banaras Hindu University mit einer Arbeit zum Thema Electromagnetic fields in complex mediums. Außerdem erwarb Lakhtakia ein Diplom für Kinder- und Jugendliteratur am Institute of Children’s Literature in Connecticut.

## Beruf
Von 1979 bis 1983 arbeitete Lakhtakia an der Universität Utah als wissenschaftlicher Mitarbeiter. 1983 wechselte er zur Pennsylvania State University im University Park. Dort war er zunächst wissenschaftlicher Mitarbeiter und ab 1984 Dozent. Seit 1997 ist Lathakia dort Professor für Technische Physik und Mechanik.

## Lehrtätigkeit
Lakhtakia hält Vorlesungen zu den Themen Statistik, Dynamik, Materialwissenschaft und Werkstofftechnik, Elektromagnetische Wechselwirkung, Wissenschaftliches Rechnen und Computersimulation zur Lösung von Randwertproblemen.

## Gastprofessuren und -Forschungsaufenthalte
Lakhtakia nahm verschiedene Gastprofessuren und Forschungsaufenthalte wahr, darunter:
- 1990 Gastprofessor an der Universidad de Buenos Aires, Argentinien
- 1995 Gastdozent an der University of Glasgow, Schottland
- 2004 Gastprofessor an der University of Otago, Neuseeland
- 2004–2007 Gastprofessor am Imperial College London, England
- 2005 Gastforscher an der University of Waikato, Neuseeland
- 2008–2020 verschiedene Aufenthalte als Gastprofessor und Gastforscher am Indian Institute of Technology in Kanpur und in Varanasi, Indien
- 2010 Gastforscher an der Ben-Gurion-Universität im Negev, Israel
- 2018–2020 Gastprofessor der indischen Regierung
- 2019 Gastprofessor Dänemarks Technischer Universität[5]

## Forschungsinteressen
Lakhtakia forscht zur Magnetohydrodynamik und zum Elektromagnetismus komplexer Materialien. Er leistet wesentliche Beiträge auf den Gebieten bianisotropen Materialien, der strukturell chiralen Materialien, der Eigenschaften von geformten dünnen Filmen (Sculptured thin film, STF), der linearen und nichtlinearen Verbundwerkstoffen und der Forensik. Er arbeitet über chirale Nanoröhren und Nanomaterialien.
Lakhtakia pflegte eine sehr fruchtbare Zusammenarbeit und Freundschaft mit Werner S. Weiglhofer von der Universität Glasgow. Aus dieser Beziehung gingen zahlreiche international beachtete Publikationen auf dem Gebiet der elektromagnetischen Theorie komplexer Materialien und ihrer technischen Anwendungen hervor.

## Mitgliedschaften
Lakhtakia arbeitete und arbeitet in verschiedenen Redaktionen wissenschaftlicher Zeitschriften, darunter Speculations in Science and Technology (1991–1996), IEEE Transactions on Microwave Theory and Techniques (1994–2000),  Microwave and Optical Technology Letters (1997–2019), Optik International Journal of Light and Electron Optics (seit 1998), AEÜ International Journal of Electronics & Communications (2003–2006), Electromagnetics (seit 2003),  SPIE Nanotechnology E-Bulletin (2004–2005), Optics Communications (seit 2006),  Journal of Nanophotonics (SPIE) (2006–2013), Journal of Optics (India) (seit 2011),  SPIE Reviews (2012–2013).
Er ist Fellow des „Institute of Physics“ (United Kingdom), der Optical Society of America und der International Society for Optical Engineering und Mitglied des Institute of Electrical and Electronics Engineers.

## Auszeichnungen
Lakhtakia erhielt zahlreiche Auszeichnungen und Preise, darunter
- 1996, 2005 und 2008 Auszeichnungen der IEEE Product Safety Engineering Society
- 2005 eine Medaille der Fakultät für Ingenieurwissenschaften der Pennsylvania State University für seine Forschungen an geformten dünnen Filmen und am Elektromagnetismus komplexer Medien.
- 2006 den Nano-50-Preis für Innovation
- 2010 den SPIE-Preis für technische Errungenschaften
- 2016 den Walston-Chubb-Preis für Innovation von Sigma Xi[2][5]

## Familie
Lakhtakia ist der Sohn von Servesh Kumar Lakhtakia und Gayatri Devi Lakhtakia, geborene Saxena. Er ist verheiratet und hat ein Kind.

## Veröffentlichungen (Auswahl)
- The Handbook of Nanotechnology. Nanometer Structures: Theory, Modeling, and Simulation, SPIE Publications, 2022
- On Two Numerical Techniques for Light Scattering by Dielectric Agglomerated Structures, FB&C LTD, 2018, ISBN 978-1-396-60665-6.
- Engineered Biomimicry zusammen mit Raúl José Martín-Palma,  Elsevier, 2013, ISBN 978-0-12-415995-2
- Lakhtakia, A: Bioinspiration, Biomimetics, and Bioreplicati, SPIE, 2013, ISBN 978-0-8194-8996-8
- Photonic Innovations and Solutions for Complex Environments and Systems (PISCES), SPIE Press, 2012, ISBN 978-0-8194-9199-2
- Introduction to Complex Mediumas for Optics and Electromagnetics zusammen mit Werner S. Weiglhofer, SPIE Press, 2003, ISBN 978-0-8194-4947-4
- Complex Mediums II: Beyond Linear Isotropic Dielectrics zusammen mit Werner S. Weiglhofer, SPIE Press, 2001, ISBN 978-0-8194-4181-2
- Complex Mediums zusammen mit Werner S. Weiglhofer, SPIE Press, 2000, ISBN 978-0-8194-3742-6
- Beltrami Fields In Chiral Media, World Scientific Publishing Co Pte Ltd, 1994, ISBN 978-981-02-1403-6
- Essays On The Formal Aspects Of Electromagnetic Theory, World Scientific Publishing Co Pte Ltd, 1993, ISBN 978-981-02-0854-7